# Master of Fantasia
『Master of Fantasia』（マスターオブファンタジア、略してMOF(MoF)）は、ディー・エヌ・エー、同社が運営する携帯サイト「Mobage」（旧称・モバゲータウン）にて、2007年8月27日より配信中の携帯オンラインゲーム。開発はエイタロウソフト。

## 概要
Master of Fantasiaは、最大4人同時で冒険が楽しめるオンラインRPG。さまざまな種族と魔物が暮らすファンタジー世界・ファノーマを舞台に、ハンターとなるプレイヤーは剣と魔法を駆使して旅を続けていく。
ゲーム画面は3Dポリゴンで表現され、広大なフィールドを自由に歩き回ることができる。キャラクタは5種族、計11種類の職業から選択でき、ヒューマンやエルフナイト、ウィザードなどさまざまな個性や特殊能力を生かしたパーティープレイを楽しめる。また冒険中には、文字チャットによるコミュニケーションを行うことができ、戦闘時の連携や物語を進める上での方針をプレイヤー同士で相談しながらゲームを進めることができる。
本作の基本プレイ料金は無料となり、ゲーム内のレアアイテムは「モバゲータウン」内の仮想通貨「モバゴールド」で購入することができる。またアイテムには「モバゴールド」をゲーム内の通貨に変換して購入できるレアアイテムと、ゲーム内で獲得した通貨で購入できる通常アイテムの2種類があるが、両アイテムには性能や効果などで大きな違いが設定されている。
モバゲータウンの登録会員であれば、基本の利用料金は無料で、「NTT DoCoMo 903i」以降の「メガiアプリ」対応機種にて、プレーが可能。同社が企画とプロデュースを担当し、株式会社エイタロウソフトが開発を行なった。

## 関連リンク
- モバゲー
- 株式会社エイタロウソフト

## 関連ニュース
- 最大4人で冒険！FOMA用RPG『Master of Fantasia』配信：http://www.ocn.ne.jp/game/news/items/2007081507mof.html
- 「Master of Fantasia」開始：http://itnp.net/category_betsu/29/407/
- 【TGS直前インタビュー】台頭する無料ケータイゲーム、「モバゲータウン」人気の秘密を探る：http://trendy.nikkeibp.co.jp/article/special/20070913/1002675/?P=4
- 帯初、3DポリゴンのオンラインRPG　モバゲーで：https://www.itmedia.co.jp/news/articles/0708/20/news043.html